# Brailly-Cornehotte
Brailly-Cornehotte (picardisch: Brailly-Cornote) ist eine nordfranzösische Gemeinde mit 214 Einwohnern (Stand 1. Januar 2022) im Département Somme in der Region Hauts-de-France. Die Gemeinde liegt im Arrondissement Abbeville und ist Teil der Communauté de communes Ponthieu-Marquenterre und des Kantons Rue.

## Geographie
Die Gemeinde liegt an einem Abschnitt der historischen Chaussée Brunehaut auf der Hochfläche des Ponthieu zwischen dem rund 7,5 Kilometer westnordwestlich gelegenen Crécy-en-Ponthieu und Bernaville. Zu ihr gehören das Gasthaus Bambou, das Gehöft Bézencourt, das Gehöft Le Grand Bélinval und der Weiler Cornehotte im Südwesten. Das Gemeindegebiet liegt im Regionalen Naturpark Baie de Somme Picardie Maritime.

## Toponymie und Geschichte
Der Ort wurde 1079 im Kartular von Auchy als Brasli genannt. Das örtliche Gewohnheitsrecht wurde 1507 fixiert.

## Einwohner
| 1962 | 1968 | 1975 | 1982 | 1990 | 1999 | 2006 | 2011 |
| ---- | ---- | ---- | ---- | ---- | ---- | ---- | ---- |
| 319  | 324  | 281  | 255  | 233  | 240  | 240  | 242  |

## Sehenswürdigkeiten
- Schloss aus dem 18. Jahrhundert am Südrand von Brailly, 1926 teilweise als Monument historique eingetragen (Base Mérimée PA00116108)[1]